# Dictyna ranchograndei
Dictyna ranchograndei är en spindelart som beskrevs av Lodovico di Caporiacco 1955. Dictyna ranchograndei ingår i släktet Dictyna och familjen kardarspindlar.
Artens utbredningsområde är Venezuela. Inga underarter finns listade i Catalogue of Life.